# Carex nigra
Espèce
Classification phylogénétique
Statut de conservation UICN

 LC  : Préoccupation mineure
La Laîche noire (Carex nigra) est une espèce de plantes du genre Carex et de la famille des Cyperaceae.

## Habitat
La plante apprécie les milieux humides (bas-marais) en plaines et montagnes.

## Répartition
Elle est présente en Europe, à l'ouest de l'Asie et au nord-ouest de l'Afrique.
En Amérique du Nord, elle est présente en Colombie-Britannique mais surtout au nord-est du continent au nord de l'État de New York jusqu'au Québec et au Labrador. Elle est également présente au Groenland.

### Référence
1. ↑  IPNI. International Plant Names Index. Published on the Internet http://www.ipni.org, The Royal Botanic Gardens, Kew, Harvard University Herbaria & Libraries and Australian National Botanic Gardens., consulté le 13 juillet 2020.
2. ↑  (en) « Habitat de la plante », USDA (consulté le 16 mars 2010)